# Picerno
Picerno ist eine süditalienische Gemeinde (comune) mit 5612 Einwohnern (Stand 31. Dezember 2023) in der Provinz Potenza in der Basilikata. Die Gemeinde liegt etwa 14 Kilometer westlich von Potenza und gehört zur Comunità montana Melandro.

## Geschichte
Gegen 1000 nach Christus wurde die Ortschaft unter dem Namen Pizini gegründet. 1331 kam sie zur Grafschaft Potenza.
1857 wurde der Ort in diesem seismisch sehr aktiven Gebiet zerstört.

## Verkehr
Die Gemeinde wird durch die Schnellstraße Raccordo autostradale 5 von Potenza zur Autostrada A2 durchzogen. Die Strada Statale 94 del Varco di Piestretta führt ebenfalls durch das Gemeindegebiet.

## Sport
Der Fußballverein AZ Picerno wurde 1973 gegründet. Nach einem zehnten Platz in der Süd-Staffel der drittklassigen Serie C 2021/22 erreichte er in der Saison 2022/23 dort den sechsten Platz und damit die beste Platzierung in der bisherigen Vereinsgeschichte. 